# 基督教东山堂
23°7′31.9″N 113°17′31.34″E / 23.125528°N 113.2920389°E
基督教东山堂，原名东山浸信会堂，是美南浸信会在中国广州创建的一座重要教堂。

## 历史
东山浸信会堂起源于1870年建立的五仙西福音堂。到1908年，因教徒增加，而该地喧闹，不适于扩建，乃将旧址出售，迁往东山寺贝通津9号重建新堂。1909年落成，同年5月2日成立东山浸信会。此后聚会人数又有较大增长，1923年7月扩建工程动工，至1927年4月16日竣工，教堂扩建成钢筋混凝土结构的两层楼房，并举行隆重的献堂典礼，改名为基督教东山浸信会堂，设座位1300个。1949年有信徒2000余人。
1960年，中國大陸实行“联合礼拜”，该堂与其他几间教堂合并，易名为基督教东山堂。1966年文化大革命爆發後，教堂被迫停止活动。
1979年9月30日恢复开放，为全市基督教首间恢复聚会的教堂，目前仍是广州规模最大的基督教堂。1986年，曾将主日学堂及副堂房屋借出办广东协和神学院，该院现已搬到郊外。

## 建筑
现在的东山堂坐西向东，占地3300平方米，主体建筑面积1000多平方米，是两层钢筋混凝土结构的美式建筑。设有礼拜堂、副堂、主日学堂等建筑及宽阔场地。堂内有一个有1300个座位的圆形大厅。

## 聚會
晨曦堂 8:00 （2009年始）
早堂 9:30 （1996年始）
上午堂 11:00 （2011年始）
中午堂 12:30 （粵語）（1979年始）
下午堂 14:00 （2005年始）
傍晚堂 16:00 （普＆英）（2017年始）
晚堂 19:30 （2009年始）